# Andrena hallii
Andrena hallii är en biart som beskrevs av Dunning 1898. Andrena hallii ingår i släktet sandbin, och familjen grävbin. Inga underarter finns listade i Catalogue of Life.